# Mens sana in corpore sano
Mens sana in corpore sano és una citació provinent de la sàtira desena del poeta romà Juvenal (segle i), que expressa l'aspiració d'un esperit equilibrat en un cos equilibrat. Tot i això, avui en dia s'empra per a dir «una ment sana en un cos sa». La sàtira en qüestió està dedicada a mostrar la vanitat de la recerca de fama, beneficis i honors i expressa que només el savi s'adona que tot plegat és efímer i danyós, però no fa cap mena de referència a l'esport.
La frase fou emprada sovint al Renaixement per expressar que l'ànima no pot viure sense el cos i per reivindicar el gaudi corporal. El psiquiatra Mariano de la Cruz va donar irònicament el títol Mens sana in corpore insepulto (esperit sa en un cos encara no sebollit) a una sèrie de converses amb Jaume Boix i Arcadi Espada, escrits en els últims mesos de la seva vida, quan el seu cos malalt encara no era sebollit i que el seu esperit quedava sa. La marca japonesa de calçat esportiu Asics es basa en l'acrònim de la variant anima sana in corpore sano. En observar la tendència d'esportius d'utilitzar mètodes i mitjans no gaire sans per obtenir els cos desitjat (esteroids anabolitzants, excès d'entrenament) hi ha variants més moderns com «cos musculós en ànima malparada» o la mateixa variant llatina, combinació de dues locucions: mens sana in corpore insepulto.
És també el lema de molts clubs esportius, com per exemple el Club de Gimnasia y Esgrima La Plata i de l'Asociación Atlética Argentinos Juniors.